# Lancaster (1855)
Lancaster – amerykański okręt rzeczny – taranowiec z okresu wojny secesyjnej, przebudowany ze statku cywilnego, używany przez wojska Unii podczas kampanii na Missisipi.

## Budowa
Statek „Lancaster” został zbudowany w 1855 w Cincinnati w stanie Ohio. Był bocznokołowym drewnianym pchaczem rzecznym o napędzie parowym, konstrukcji typowej dla amerykańskich statków rzecznych połowy XIX wieku. Służył początkowo jako statek cywilny na Missisipi i jej dopływach.
Po wybuchu wojny domowej w USA, „Lancaster” został w kwietniu 1862 zakupiony przez Departament Wojny USA (Unii) i przebudowany w Cincinnati na taranowiec według projektu pułkownika Charlesa Elleta, pomysłodawcy i pierwszego dowódcy flotylli taranowców. Przebudowa polegała przede wszystkim na wzmocnieniu konstrukcji dziobu za pomocą grubych drewnianych belek i żelaza, pełniącego teraz rolę taranu. Kotły parowe i maszyny parowe zostały osłonięte grubą warstwą drewna w celu ochrony przed ostrzałem, a także wzmocniono ich mocowania dla ochrony przed wstrząsami przy taranowaniu. Koniecznej adaptacji uległy też nadbudówki, osłonięte z zewnątrz deskami dla pewnego zabezpieczenia przed pociskami broni strzeleckiej, tworząc lekko chronioną kazamatę o pionowych ścianach. Na dachu nadbudówki znajdowała się również lekko chroniona sterówka. Dodatkową osłonę przed ostrzałem stanowiły bele sprasowanej bawełny na pokładzie z przodu nadbudówki (przez to, był zaliczany do okrętów typu cottonclad).
Początkowo taranowiec „Lancaster” nie przenosił stałego uzbrojenia; brak jest informacji, czy później został wyposażony w działa.

## Służba
Podobnie jak inne taranowce flotylli Elleta, „Lancaster” formalnie nie wchodził w skład Marynarki Wojennej USA, lecz Zachodniej Flotylli Kanonierek (Western Gunboat Flotilla) należącej do Armii USA. Okręt wziął udział w kampanii na Missisipi. Mimo przejścia Zachodniej Flotylli Kanonierek pod kontrolę Marynarki Wojennej w październiku 1862, flotylla taranowców w dalszym ciągu pozostawała pod administracją Armii.
Pierwszą akcją taranowców Unii była bitwa na Missisipi pod Memphis 6 czerwca 1862, „Lancaster” jednak nie odegrał w starciu większej roli. Razem z innymi okrętami posuwał się następnie Missisipi na południe, w głąb konfederackiego terytorium, pod Vicksburg. 21 czerwca „Lancaster” zatopił prom używany do transportu konfederackich żołnierzy przez Missisipi. 26 czerwca wraz z taranowcem „Monarch”, ścigał konfederacki taranowiec CSS „General Earl Van Dorn”, który został w następstwie spalony przez załogę na rzece Yazoo, nie mogąc się wycofać.
W lipcu „Lancaster” patrolował pod ufortyfikowanym przez konfederatów Vicksburgiem. 15 lipca „Lancaster” zaatakował konfederacki pancerny taranowiec CSS „Arkansas”, który przedarł się z rzeki Yazoo, lecz z odległości ok. 91 m został uszkodzony pociskiem z „Arkansas”, który przerwał przewody pary i pozbawił okręt możliwości ruchu. Dryfujący w stronę Vicksburga „Lancaster” został odholowany przez taranowiec „Queen of the West”, a następnie zaholowany przez taranowiec „Mingo” do naprawy w Memphis.
W październiku 1862, po przejściu Zachodniej Flotylli Kanonierek pod kontrolę Marynarki Wojennej (aczkolwiek taranowce pozostały pod administracją Armii), zmieniono nazwę okrętu na „Kosciuszko”, lecz mimo to znany był nadal jako „Lancaster No. 3”.
Po naprawie, okręt nadal działał w górze Missisipi ponad Vicksburgiem. Jego dowódcą był podpułkownik John A. Ellet. O świcie 25 marca 1863 razem z taranowcem „Switzerland” został wysłany na dolny odcinek rzeki, w celu zwalczania żeglugi konfederackiej między Missisipi a Red River, lecz podczas próby przedarcia się koło Vicksburga, „Lancaster” został trafiony pociskami dział z brzegu i zatonął.